# Križevački glas
Križevački glas bio je hrvatski tjednik iz Križevaca.
Prvi broj je izašao 15. svibnja 1943. godine. Časopis je bio tjednik te je izlazio svake subote.

### Članci
- Peklić, Ivan. 2017. Križevci u lokalnim novinama „Križevački glas“ (1943.). Zbornik Janković. Ogranak Matice hrvatske u Daruvaru. Daruvar. 2 (2): 207–227